# M734

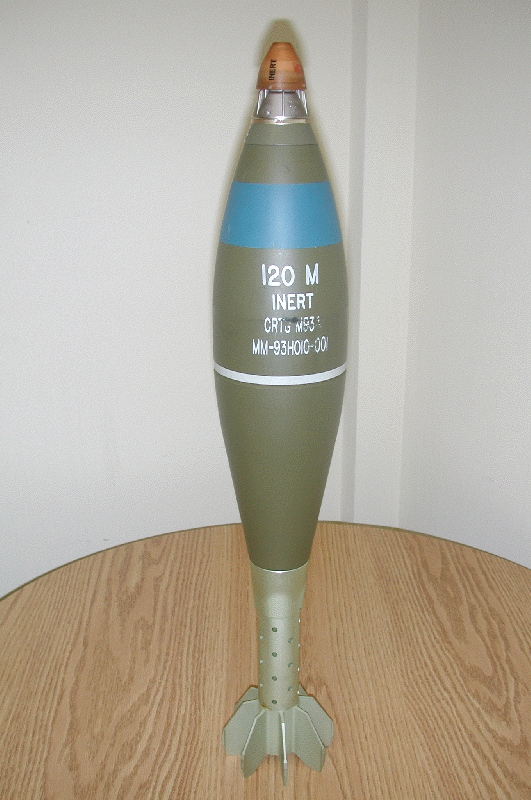
120mm Munición de mortero equipada con una espoleta de proximidad M734

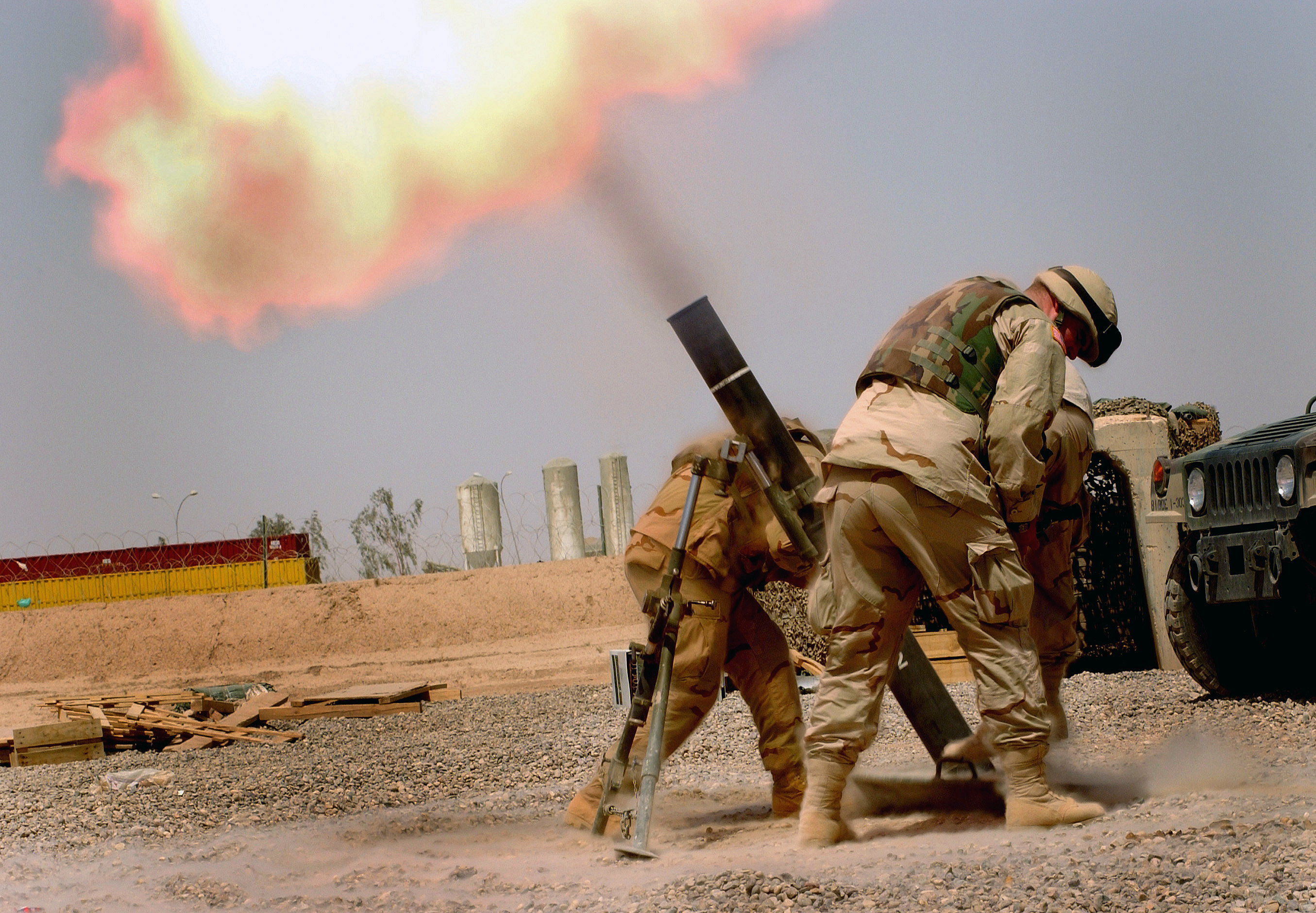
Soldados norteamericanos disparando un mortero de 120 mm

La M734 es un tipo de espoleta multiopcional para proyectil de mortero que usa técnicas de onda de frecuencia modulada continua (FMCW) direccional de búsqueda Doppler (DDR) y es resistente a contramedidas electrónicas diseñadas para generar estallidos prematuros. La energía eléctrica es entregada a la espoleta por un alternador-generador movido por aire .

## Usos
La espoleta M734 es usada en proyectiles de mortero de 60 mm, 81 mm, y 120 mm. La versión mejorada es la M734A1.

## Mecanismo de seguridad y armado
La espoleta tiene tres mecanismo de seguridad y armado: El armado inicial es vía setback (>395 gs), acompañado de un cambio en la velocidad de 70 pies/segundo de un flujo de aire continuo en la turbina alternador por mínimo 100 metros, acoplado a la detección en el ápice de retardo en el armado.

## Parámetros
No se requieren herramientas para armar, desarmar o configurar la espoleta M734. Tampoco hay una clavija de tira y saca como en otros proyectiles de mortero . El M734 puede ser ajustado simplemente rotando el extremo de la espoleta en el sentido del reloj hasta que el código de tres letras esta sobre el índice. Adicionalmente, la configuración puede ser cambiada antes del disparo todas las veces que fuera necesario ,sin causar daño a la espoleta.
Hay cuatro combinaciones de letras encastradas en la circunferencia de una espoleta M734 que tienen los siguientes significados:
1. PRX - espoleta de proximidad en ráfaga entre 1 y 4 metros (3 a 14 ìes) sobre el blanco.
2. NSB - cerca de la superficie a 0 - 1 metro sobre el blanco
3. IMP - detonación tras impacto i.e. instantáneo después de golpear el blanco.
4. DLY -detonación retardada, 0.5 segundos después del impacto.

Nota: El parámetro PRX detonará un proyectil de mortero de 60/81mm a 2.1 metros, y uno de 120 mm a 4,3 metros sobre el blanco.
La confiabilidad aumenta ya que si el M734 falla al detonar en uno de los parámetros prefijados se usará automáticamente el próximo i.e. si falla PRX causa detonación NSB . Si falla la detonación NSB causará detonación IMP y así.

## Especificaciones técnicas
Armas
- Mortero 60 mm M224
- Mortero 81 mm M252
- Mortero 120 mm M120,M121

Características
- Longitud.: 3.722 in. (94.5) mm)
- Sección : 1.935 in. (49.1 mm)
- Intrusion
  - DP: 1.120 in. (28.4 mm)
  - DIA.: 1.145 in. (29.1 mm)

Munición
- HE, M720A1
- HE, M821A2
- HE, M934A1 &
- WP Smoke, M929
- WT.: 0.50 LB. (226.8G)
- THD: 1.5-12UNF-1A
- THD DP: 0.440 in. (11.2 mm)